# Schleicherova bajka
Schleicherova bajka je nejznámější pokus o rekonstrukci společného předka indoevropských jazyků - indoevropský prajazyk. Napsal ji v roce 1868 německý lingvista August Schleicher. Jeho cílem bylo ukázat jak asi mohl vypadat předpokládaný indoevropský prajazyk. Jak se měnily znalosti o jazycích a zákonitostech jejich vývoje, vznikaly novější verze Schleicherovy bajky odrážející aktuální stav znalostí či osobních názorů lingvistů. Existují také verze pro pozdější fáze vývoje jazyků - proto-slovanská, proto-italická, proto-řecká, proto-íránská, proto-germánská, proto-keltská, proto-anatolská.

## Ovce a koně

### Původní Schleicherova verze z roku 1868
Avis akvāsas ka
Avis, jasmin varnā na ā ast, dadarka akvams, tam, vāgham garum vaghantam, tam, bhāram magham, tam, manum āku bharantam. Avis akvabhjams ā vavakat: kard aghnutai mai vidanti manum akvams agantam. Akvāsas ā vavakant: krudhi avai, kard aghnutai vividvant-svas: manus patis varnām avisāms karnauti svabhjam gharmam vastram avibhjams ka varnā na asti. Tat kukruvants avis agram ā bhugat.

#### Autorský německy překlad
[Das] schaf und [die] rosse.
[Ein] schaf, [auf] welchem wolle nicht war (ein geschorenes schaf) sah rosse, das [einen] schweren wagen fahrend, das [eine] grofse last, das [einen] menschen schnell tragend. [Das] schaf sprach [zu den] rossen: [Das] herz wird beengt [in] mir (es thut mir herzlich leid), sehend [den] menschen [die] rosse treibend. [Die] rosse sprachen: Höre schaf, [das] herz wird beengt [in den] gesehen-habenden (es thut uns herzlich leid, da wir wissen): [der] mensch, [der] herr macht [die] wolle [derj schafe [zu einem] warmen kleide [für] sich und [den] schafen ist nicht wolle (die schafe aber haben keine wolle mehr, sie werden geschoren; es geht ihnen noch schlechter als den rossen). Dies gehört-habend bog (entwich) [das] schaf [auf das] feld (es machte sich aus dem staube).

### Verze Hirta z roku 1939
Owis ek’wōses-kʷe
Owis, jesmin wьlənā ne ēst, dedork’e ek’wons, tom, woghom gʷьrum weghontm̥, tom, bhorom megam, tom, gh’ьmonm̥ ōk’u bherontm̥. Owis ek’womos ewьwekʷet: k’ērd aghnutai moi widontei gh’ьmonm̥ ek’wons ag’ontm̥. Ek’wōses ewьwekʷont: kl’udhi, owei!, k’ērd aghnutai vidontmos: gh’ьmo, potis, wьlənām owjôm kʷr̥neuti sebhoi ghʷermom westrom; owimos-kʷe wьlənā ne esti. Tod k’ek’ruwos owis ag’rom ebhuget.

### Verze Lehmanna a Zgusty z roku 1979
Owis eḱwōskʷe'
Gʷərēi owis, kʷesjo wl̥hnā ne ēst, eḱwōns espeḱet, oinom ghe gʷr̥um woǵhom weǵhontm̥, oinomkʷe meǵam bhorom, oinomkʷe ǵhm̥enm̥ ōḱu bherontm̥. Owis nu eḱwobh(j)os (eḱwomos) ewewkʷet: "Ḱēr aghnutoi moi eḱwōns aǵontm̥ nerm̥ widn̥tei". Eḱwōs tu ewewkʷont: "Ḱludhi, owei, ḱēr ghe aghnutoi n̥smei widn̥tbh(j)os (widn̥tmos): nēr, potis, owiōm r̥ wl̥hnām sebhi gʷhermom westrom kʷrn̥euti. Neǵhi owiōm wl̥hnā esti". Tod ḱeḱluwōs owis aǵrom ebhuget.

### Verze Danki z roku 1986
Owis ek’woi kʷe.
Owis, jesmin wl̥nā ne ēst, dedork’e ek’wons woghom gʷr̥um weghontn̥s - bhorom meg'əm, monum ōk’u bherontn̥s. Owis ek’wobhos eweukʷet: K’erd aghnutai moi widn̥tei g’hm̥onm̥ ek’wons ag’ontm̥. Ek’woi eweukʷont: K’ludhi, owi, k’erd aghnutai dedr̥k'usbhos: monus potis wl̥nām owiōm temneti: sebhei ghʷermom westrom - owibhos kʷe wl̥nā ne esti. Tod k’ek’luwōs owis ag’rom ebhuget.

### Verze Adamse z roku 1997
H₂óu̯is h₁ék̂u̯ōs-kʷe
[Gʷr̥hₓḗi] h₂óu̯is, kʷési̯o u̯lh₂néh₄ ne (h₁é) est, h₁ék̂u̯ons spék̂et, h₁oinom ghe gʷr̥hₓúm u̯óĝhom u̯éĝhontm̥ h₁oinom-kʷe ĝ méĝhₐm bhórom, h₁oinom-kʷe ĝhménm̥ hₓṓk̂u bhérontm̥. h₂óu̯is tu h₁ek̂u̯oibh(i̯)os u̯eukʷét: 'k̂ḗr hₐeghnutór moi h₁ék̂u̯ons hₐéĝontm̥ hₐnérm̥ u̯idn̥téi. h₁ék̂u̯ōs tu u̯eukʷónt: 'k̂ludhí, h₂óu̯ei, k̂ḗr ghe hₐeghnutór n̥sméi u̯idn̥tbh(i̯)ós. hₐnḗr, pótis, h₂éu̯i̯om r̥ u̯l̥h₂néhₐm sebhi kʷr̥néuti nu gʷhérmom u̯éstrom néĝhi h₂éu̯i̯om u̯l̥h₂néhₐ h₁ésti.' Tód k̂ek̂luu̯ṓs h₂óu̯is hₐéĝrom bhugét.

### Verze Kortlandta z roku 2007
ʕʷeuis ʔkeuskʷe
ʕʷeuis iosmi ʕuelʔn neʔst ʔekuns ʔe 'dērkt, tom 'gʷrʕeum uogom ugentm, tom m'geʕm borom, tom dgmenm ʔoʔku brentm. ʔe uēukʷt ʕʷeuis ʔkumus: kʷntske ʔmoi kērt ʕnerm ui'denti ʔekuns ʕ'gentm. ʔe ueukʷnt ʔkeus: kludi ʕʷuei, kʷntske nsmi kērt ui'dntsu: ʕnēr potis ʕʷuiom ʕulʔenm subi gʷormom uestrom kʷrneuti, ʕʷuimus kʷe ʕuelʔn neʔsti. To'd kekluus ʕʷeuis ʕe'grom ʔe bēu'gd.

### Verze Lühra z roku 2008
h₂ówis h₁ék’wōskʷe
h₂ówis, (H)jésmin h₂wlh₂néh₂ ne éh₁est, dedork’e (h₁)ék’wons, tóm, wóg’ʰom gʷérh₂um wég’ʰontm, tóm, bʰórom még’oh₂m, tóm, dʰg’ʰémonm h₂oHk’ú bʰérontm. h₂ówis (h₁)ék’wobʰos ewewkʷe(t): k’ḗrd h₂gʰnutoj moj widntéj dʰg’ʰmónm (h₁)ék’wons h₂ég’ontm. (h₁)ék’wōs ewewkʷ: k’ludʰí, h₂ówi! k’ḗrd h₂gʰnutoj widntbʰós: dʰg’ʰémō(n), pótis, h₂wlnéh₂m h₂ówjom kʷnewti sébʰoj gʷʰérmom wéstrom; h₂éwibʰoskʷe h₂wlh₂néh₂ né h₁esti. Tód k’ek’luwṓs h₂ówis h₂ég’rom ebʰuge(t).

### Verze Voylesa a Barracka z roku 2009
Owis eḱwōs kʷe
Owis, jāi wl̥nā ne eest, dedorḱe eḱwons, tom woǵʰom gʷr̥um weǵʰontm̥, tom bʰorom meǵm̥, tom ǵʰm̥onm̥ ōku bʰerontm̥. Owis eḱwobʰjos eweket: “Ḱerd angʰetai moi widontei ǵʰm̥onm̥ eḱwons aǵontm̥”. Eḱwos wewekur: “Ḱludʰe, owei! Ḱerd angʰetai widontbʰjos: ǵʰm̥on, potis, wl̥nam owijōm kʷr̥neti soi gʷʰermom westrom; owibʰjos kʷe wl̥nā ne esti”. Tod ḱeḱlōts owis aǵrom ebʰuget.

### Verze A. Birda z roku 2013
Vědec dokonce i nadiktoval svoji verzi.
H₂óu̯is h₁éḱu̯ōs-kʷe
h₂áu̯ei̯ h₁i̯osméi̯ h₂u̯l̥h₁náh₂ né h₁ést, só h₁éḱu̯oms derḱt. só gʷr̥hₓúm u̯óǵʰom u̯eǵʰed; só méǵh₂m̥ bʰórom; só dʰǵʰémonm̥ h₂ṓḱu bʰered. h₂óu̯is h₁ékʷoi̯bʰi̯os u̯eu̯ked: “dʰǵʰémonm̥ spéḱi̯oh₂ h₁éḱu̯oms-kʷe h₂áǵeti, ḱḗr moi̯ agʰnutor”. h₁éḱu̯ōs tu u̯eu̯kond: “ḱludʰí, h₂ou̯ei̯! tód spéḱi̯omes, n̥sméi̯ agʰnutór ḱḗr: dʰǵʰémō, pótis, sē h₂áu̯i̯es h₂u̯l̥h₁náh₂ gʷʰérmom u̯éstrom u̯ept, h₂áu̯ibʰi̯os tu h₂u̯l̥h₁náh₂ né h₁esti. tód ḱeḱluu̯ṓs h₂óu̯is h₂aǵróm bʰuged.

### Český překlad
Ovce a koně
Ovce, která neměla vlnu, uviděla koně - jeden tahal těžký povoz, druhý nesl velký náklad, třetí rychle nesl člověka. Ovce řekla koním: "Srdce mě bolí, když vidím, jak člověk jezdí na koni". Koně odpověděli: "Poslyš ovce, nás bolí srdce, když vidíme, jak člověk, pán, bere ovci vlnu a dělá si z ní teplý oděv. A ovce nemá žádnou vlnu." Ovce uslyševši to uprchla do pole.